# Mohamadou Idrissou
Mohamadou „Mo“ Idrissou, auch Mahammadou Idrissou, (* 8. März 1980 in Yaoundé) ist ein ehemaliger kamerunischer Fußballspieler. 

## Karriere

### Im Verein
Die ersten Stationen in Idrissous Karriere waren Racing Bafoussam und Cotonsport Garoua in Kamerun. In der Winterpause der Saison 2000/01 wurde er vom hessischen Oberligisten FSV Frankfurt nach Deutschland geholt. Beim FSV konnte er sich auf Anhieb durchsetzen und erzielte in 18 Spielen 15 Tore. Nachdem der FSV am Saisonende nicht in die Regionalliga aufgestiegen war, wechselte Idrissou zur Spielzeit 2001/02 zum Regionalligisten SV Wehen. Dort bildete er zusammen mit Saber Ben Neticha das torgefährlichste Sturmduo der Regionalliga Süd. Idrissou wechselte nach dieser Spielzeit zum Bundesligaaufsteiger Hannover 96 und spielte sich dort sofort in die Stammelf. In der Winterpause der Saison 2004/05 wurde er an den französischen Klub SM Caen ausgeliehen.
Im Januar 2006 hatte er einen Vertrag beim MSV Duisburg unterschrieben, der MSV sah jedoch nach der sportärztlichen Untersuchung von einer Verpflichtung ab. Da er bei Hannover 96 bereits über seinen Berater einen Auflösungsvertrag unterzeichnet hatte, und 96 nicht bereit war, ihn wieder unter Vertrag zu nehmen, war er vereinslos. Nach einer neuen sportärztlichen Untersuchung beim MSV Duisburg unterschrieb er im Juni 2006 schließlich einen Vertrag bis zum 30. Juni 2008. Kurz vor Ende der Transferperiode wechselte er im Januar 2008 zum Zweitligisten SC Freiburg, mit dem er in der Saison 2008/09 in die Bundesliga aufstieg.
Zur Saison 2010/11 wechselte der Kameruner ablösefrei an den Niederrhein zu Borussia Mönchengladbach und erhielt dort einen Zweijahresvertrag. Er kam im Verlauf der Runde auf 33 Einsätze und erzielte fünf Tore. Da Trainer Lucien Favre zur Spielzeit 2011/12 nicht mehr mit Idrissou plante, wurde er für einen Wechsel freigegeben. Am 31. August 2011 wechselte er schließlich zum damaligen Zweitligisten Eintracht Frankfurt. Bei seinem ersten Einsatz für die Eintracht am 7. Spieltag im Auswärtsspiel gegen den FC Energie Cottbus erzielte er in der 89. Spielminute den Ausgleichstreffer zum 3:3 und wurde mit 14 Saisontoren zu einem der Garanten für den sofortigen Wiederaufstieg der Frankfurter. Dennoch wechselte Idrissou trotz eines laufenden Vertrages in der Sommerpause 2012 zum 1. FC Kaiserslautern, wo er einen Zweijahresvertrag unterzeichnete. In seinem ersten Spiel für den FCK erzielte er beim 3:3 gegen Union Berlin zwei Tore. In der Saison 2013/14 erzielte er in den ersten vier Partien vier Tore und bereitete eines vor.
Zur Spielzeit 2014/15 wechselte er zu Maccabi Haifa. Dort wurde er aber bereits nach kurzer Zeit entlassen und war ab dem 14. November 2014 vereinslos. Am 16. Januar 2015 unterschrieb er beim mazedonischen Erstligisten KF Shkëndija einen Vertrag bis Ende 2016, wechselte jedoch im August 2015 zum deutschen Fünftligisten KFC Uerdingen 05. Nach einer Saison wurde sein Vertrag bei den Krefeldern aufgelöst, womit Idrissous sportliche Karriere scheinbar endete. Über soziale Netzwerke verkündete Idrissou dann Anfang 2018 seinen Wechsel zum österreichischen Verein Union Hallein. Anschließend blieb er bis Dezember 2019 in Österreich, zunächst beim Regionalligisten FC Kufstein und anschließend beim Landesligisten DSV Leoben. Anfang 2020 wechselte Idrissou zum hessischen Verbandsligisten Rot-Weiss Frankfurt.
In der Saison 2020/21 stand Idrissou beim Hessenligisten SC Viktoria Griesheim unter Vertrag. Danach beendete er seine Karriere.

### Nationalmannschaft
Als Bundesligaspieler wurde Idrissou 2003 zum Nationalspieler Kameruns. Höhepunkt seiner Nationalmannschaftskarriere war der zweite Platz beim Confederations Cup 2003. Idrissou kam in allen fünf Spielen für Kamerun zum Einsatz, blieb aber ohne Torerfolg. Auch in der Halbfinal-Begegnung gegen Kolumbien, als sein Mitspieler Marc-Vivien Foé auf dem Spielfeld kollabierte und später im Krankenhaus starb, war Idrissou aufgestellt.

## Nach der Fußballkarriere
Ab Juli 2021 betrieb Idrissou eine Fußballschule. Dort bot er unter anderem ein gebührenfreies Training für sozial benachteiligte Kinder und Jugendliche an. Idrissou betreibt das Modelabel Oscargermany.

## Privates

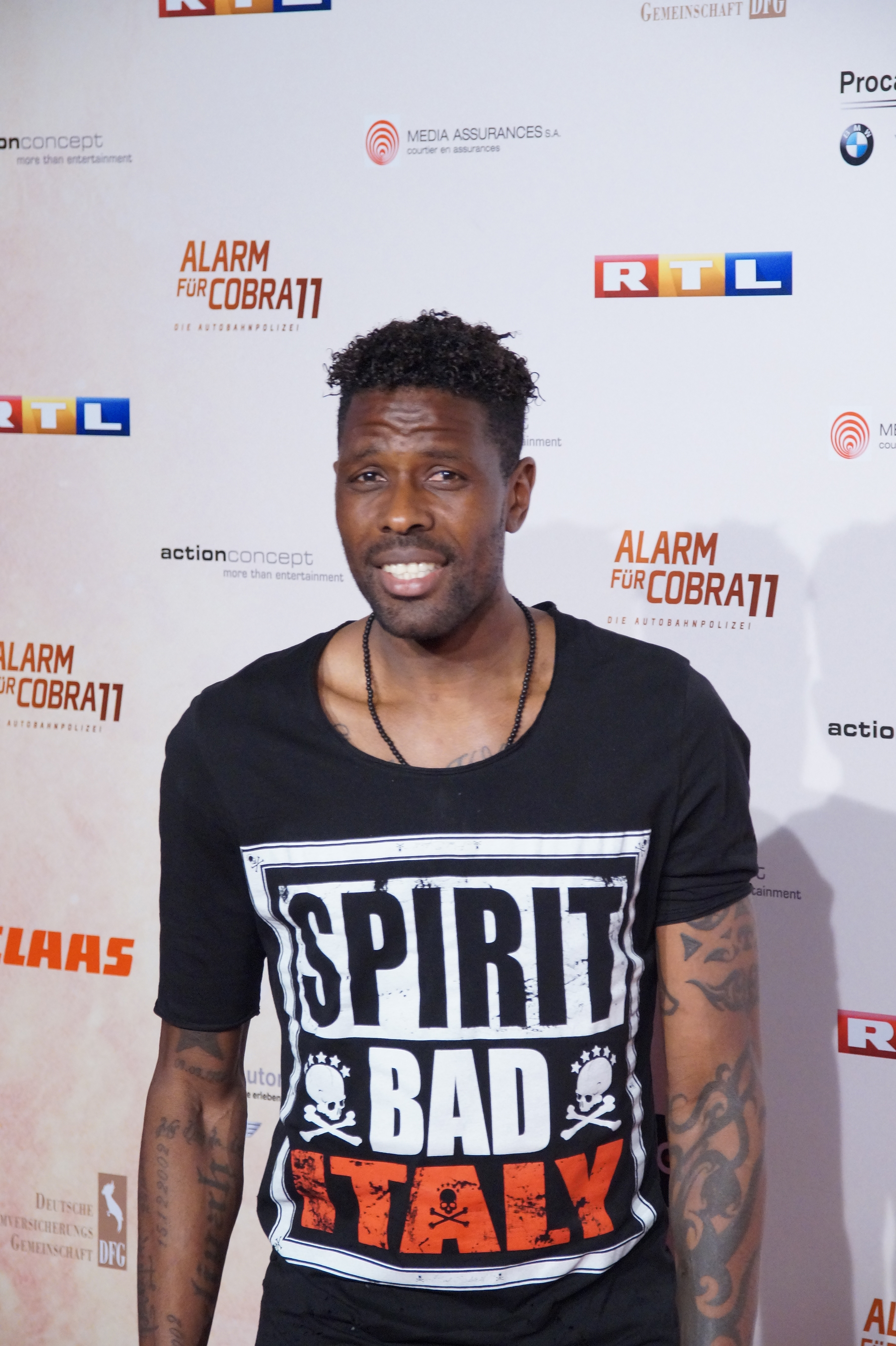
Mohamadou Idrissou, April 2016

Idrissou war mehrmals in gerichtliche Verfahren verwickelt, bei denen es um Unterhaltszahlungen für seine fünf Kinder ging.
Ferner läuft bei der Staatsanwaltschaft Dortmund noch ein Ermittlungsverfahren wegen Insolvenzverschleppung in Bezug auf seine 2018 in Werne an der Lippe geschlossene Modeboutique Royal Lion LLvip.
Im Dezember 2019 kam er in Österreich in Schubhaft, da er kein Visum hatte. Nach elf Tagen wurde er entlassen und kehrte nach Deutschland zurück. Er löste seinen Vertrag mit Leoben anschließend auf.

## Kontroversen
Idrissou galt als temperamentvoller, mitunter auch schwieriger Spieler. Während seines Engagements beim SC Freiburg im Februar 2010 sorgte er so in einer Phase unbefriedigender Mannschaftsleistungen zusätzlich für Unruhe, als er sich gegenüber seinen Kameraden abfällig äußerte: „Ich habe eh keine Lust mehr, mit euch Absteigern zu spielen. Ich spiele nächstes Jahr in der Champions League.“ Auch während seiner nachfolgenden Zeit bei Borussia Mönchengladbach fiel er durch öffentliche Vereinskritik negativ auf. Bei einem Auswärtsspiel der Borussia in Freiburg im Dezember 2010 wurde er von den Fans seines Vorgängervereins aufgrund seiner damaligen Bemerkung hämisch mit dem Schlachtruf „Idrissou spielt Champions League auf PS3, die ganze Nacht, von 12 bis 8“ begrüßt.
Ende April 2013, nach einer Auswärtsniederlage Kaiserslauterns bei Energie Cottbus, beschwerte sich Idrissou über den Schiedsrichter der Partie, Wolfgang Stark, dem seine Körpersprache nicht gefallen habe, mit den Worten: „Ich bin nicht schwul. Ich habe eine Männer-Körpersprache und werde auch kein Schwuler sein. Das ist sein Problem.“ Idrissou wurde eine Woche später von einem DFB-Sportgericht zu einer Geldstrafe von 3.000 Euro verurteilt. In einer Stellungnahme entschuldigte sich Idrissou für seine Aussagen und betonte, „schwul sein“ nicht abwertend gemeint zu haben.